# 佳能PowerShot S1 IS
佳能 PowerShot S1 IS这部320万像素的数码相机发布于2004年2月9日，它是佳能长焦相机类别中的第二部相机，整合有10倍光学变焦镜头和IS影像稳定系统。它的前一个型号是Canon PowerShot Pro90一部也拥有10倍光学变焦镜头和IS影像稳定系统的价值1500美元的数码单反相机，而且只有260万像素。
The PowerShot S1 IS保留了一些源自于佳能G 系列相机的设计特点，不过机身主要由两种色调的银色塑料和一些金属以圆角勾勒出来。它是第一部能够提供30帧每秒VGA分辨率画质短片的相机，不过文件大小被限制在1GB（虽然能够生成多个1GB大小的文件）。 由于感光元件的区别，没有一架数码单反相机能够拍摄短片。
S1 IS并不是一部小型数码相机，虽然有着关联因素，但是它的宽大的手柄区域和圆的顶部使得它看起来比Canon PowerShot G5大好多

## 特性
- 320万像素
- 1/2.7  (5.27 x 3.96 mm) CCD 感光元件
- 10x 光学变焦（总共大约 32x 变焦）
- 光学影像稳定系统
- 超声波马达
- 超长的VGA分辨率有声短片拍摄功能
- 带有iSAPS功能的佳能DIGIC处理器
- 支援PictBridge协议以及佳能直接打印功能 - 无需个人电脑
- 13种拍摄模式
- 光圈范围：F2.8/F3.1 到 F8
- 微距范围：10 cm
- 最小快门：1/2000 s，最大快门：15 s
- 640 x 480 15/30 帧 无限制有声短片
- 电子取景器
- 连拍功能：1.7 张每秒 最多24张照片。同时也支持间隔拍摄
- 1.5 "（翻转式）LCD（11.4万像素）
- 尺寸：111 x 78 x 66 mm（4.4 x 3.1 x 2.6 英寸）
- 重量：469 g

## 图片展览

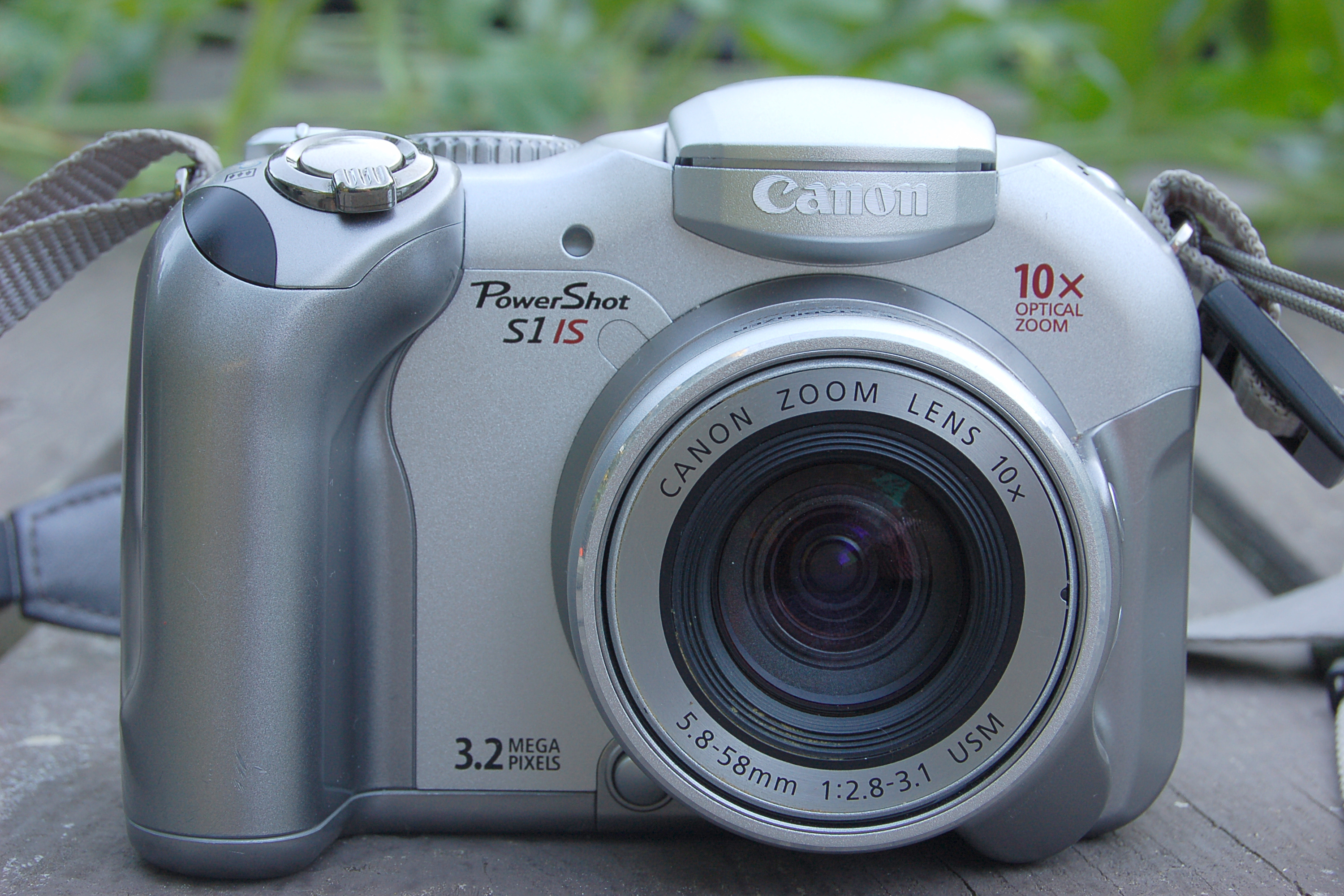
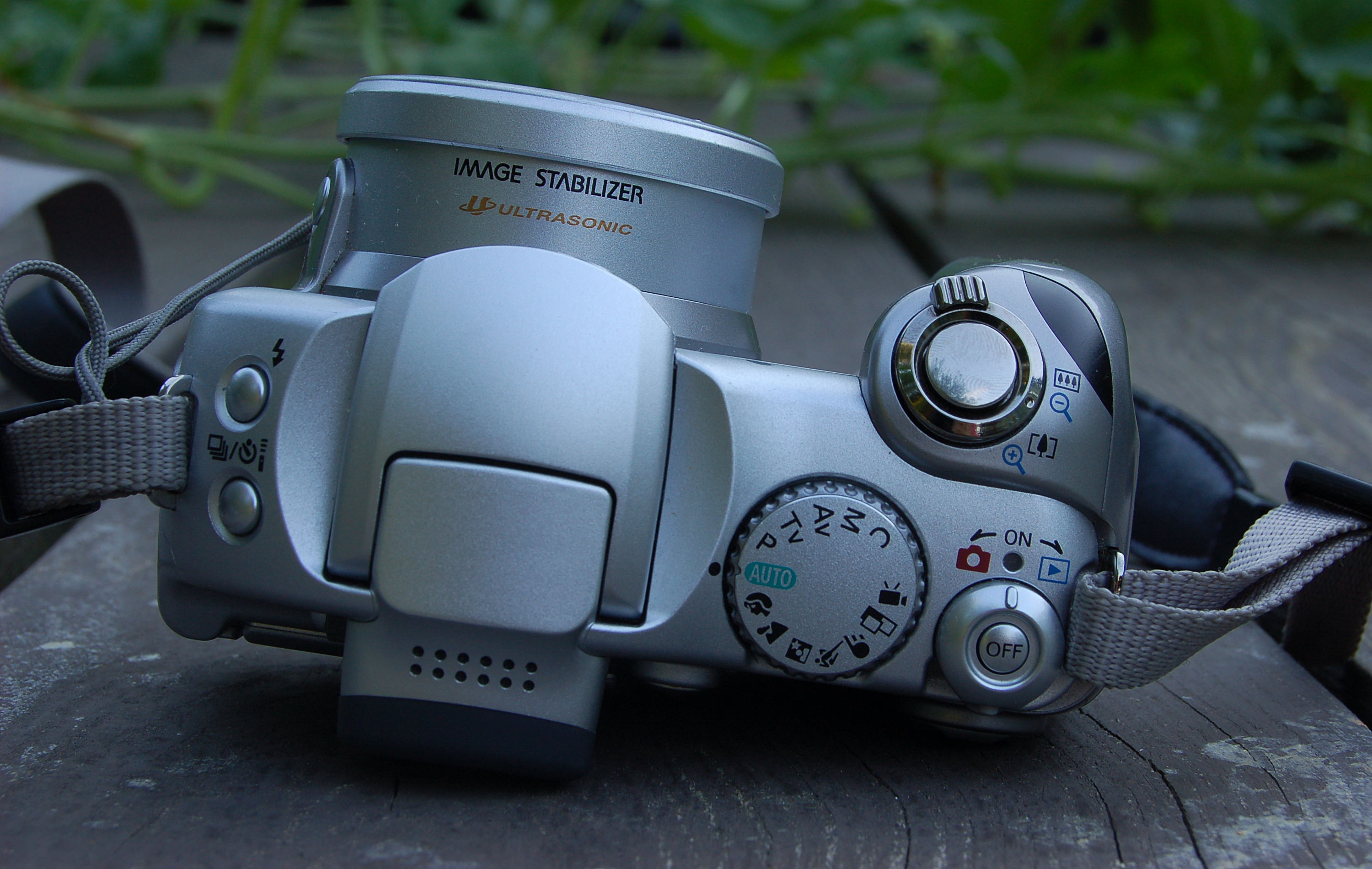
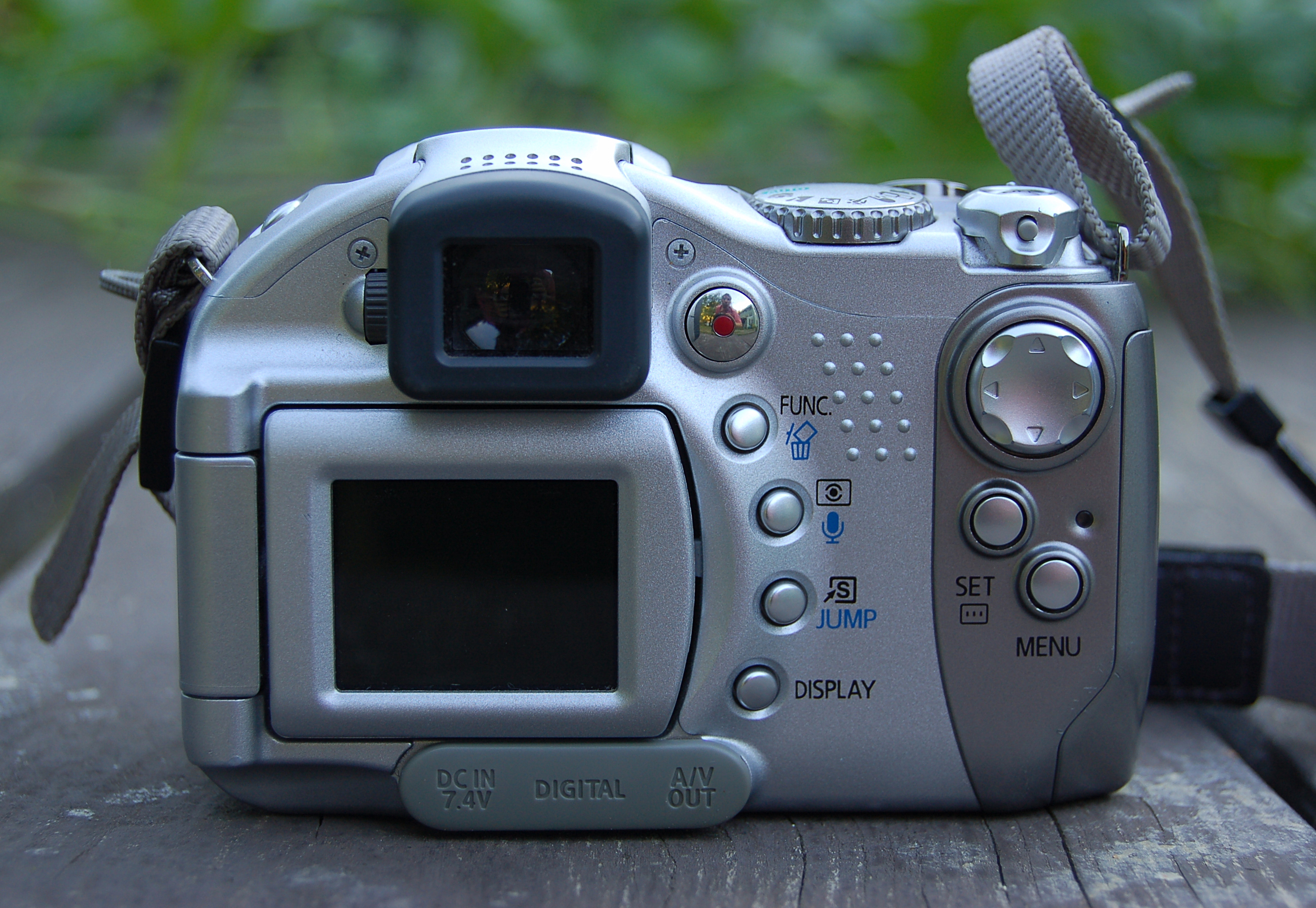
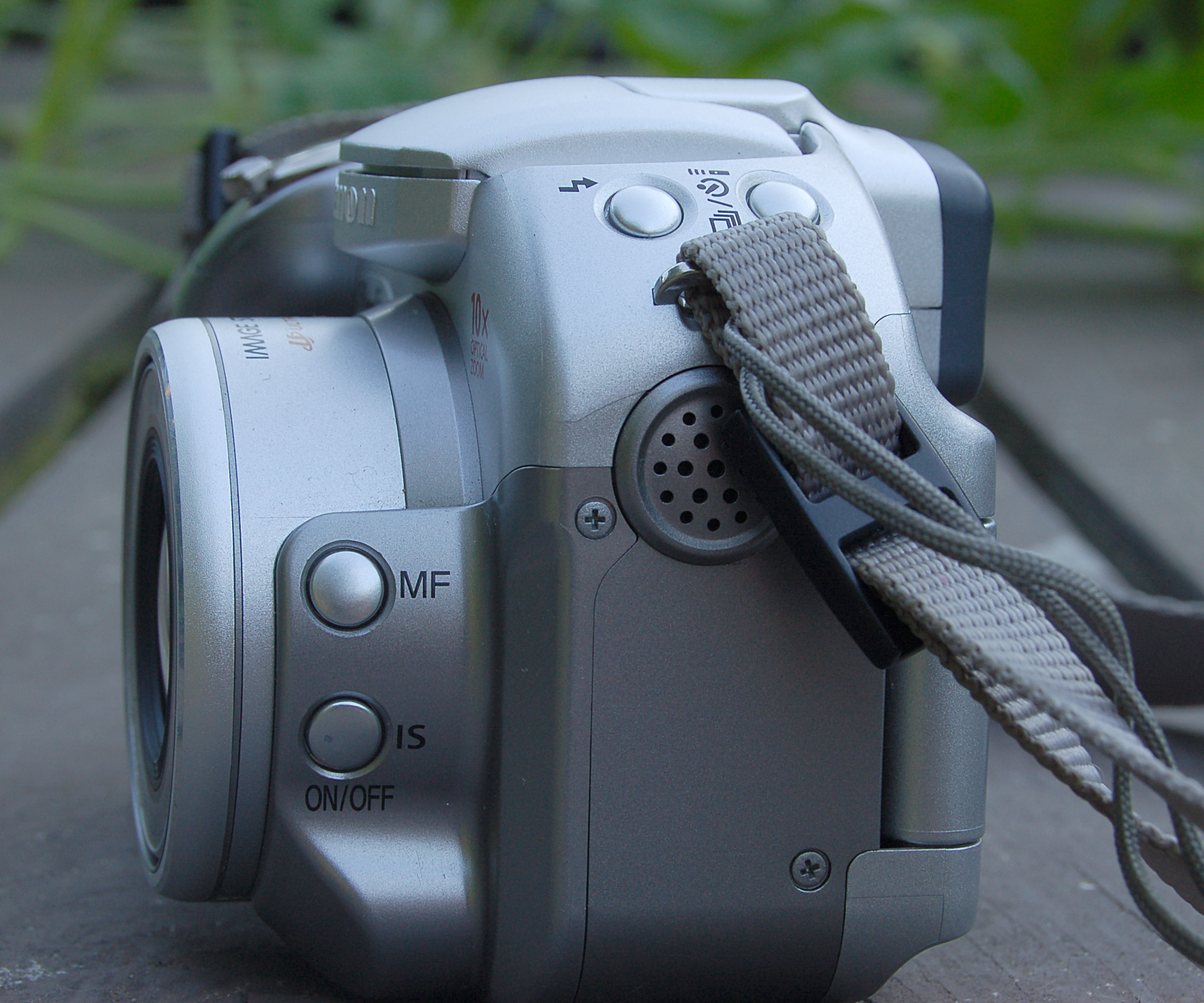
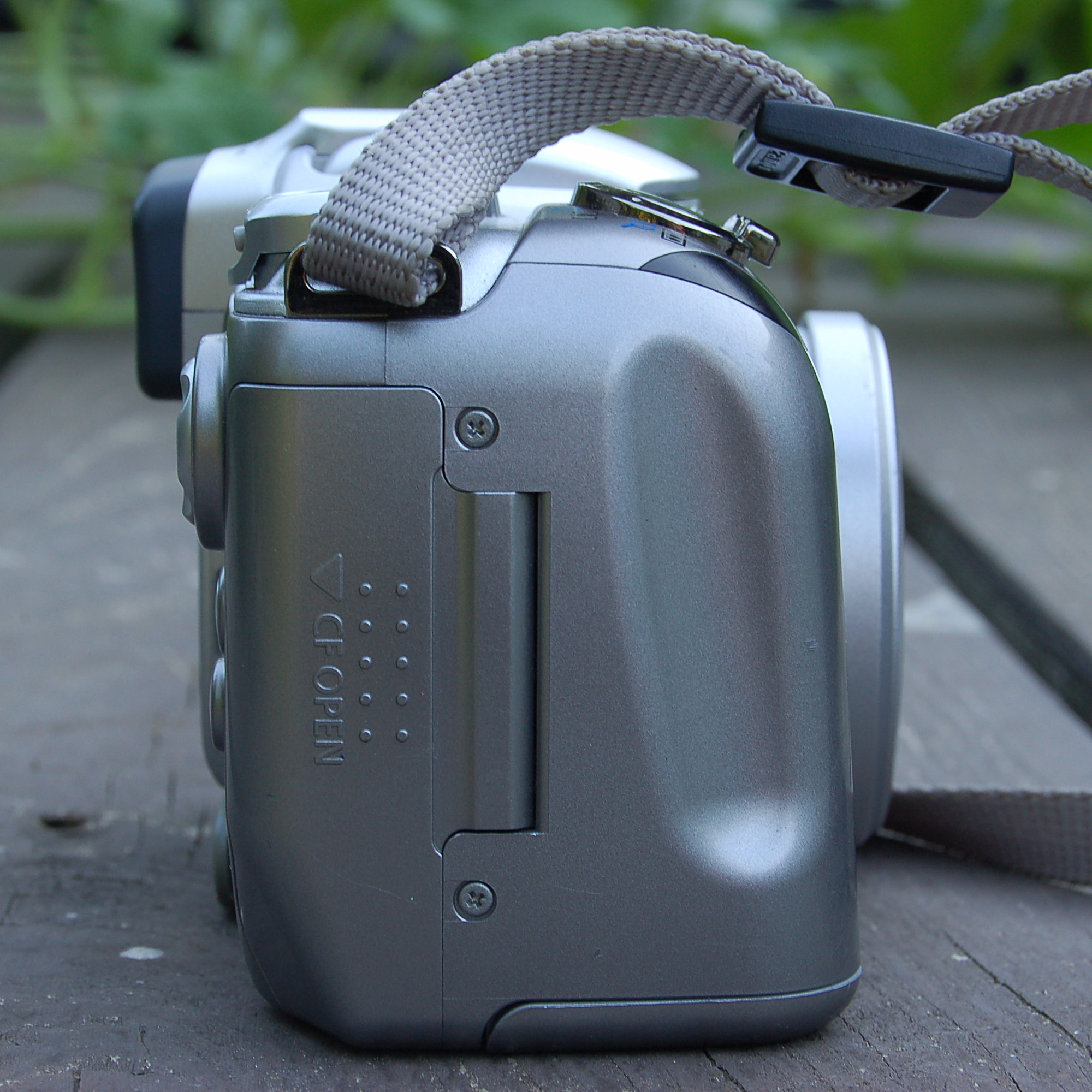

| 前任： | {{{3}}} {{{4}}} | 繼任： {{{2}}} |